# Championnats d'Europe de beach-volley 1997
Navigation
Édition précédente Édition suivante
Les championnats d'Europe de beach-volley 1997, cinquième édition des championnats d'Europe de beach-volley, ont lieu en août 1997 à Riccione, en Italie. Il est remporté par les Norvégiens Vegard Høidalen et Jørre Kjemperud chez les hommes et les Italiennes Laura Bruschini et Annamaria Solazzi chez les femmes.